# David Faustino
David Anthony Faustino (* 3. března 1974) je americký herec a zpěvák. Proslavil se rolí Buda Bundy v sitcomu Ženatý... se závazky.

## Biografie

### Osobní život
Faustino se narodil v Los Angeles, v Kalifornii. Jeho otec je kostymérem, mladší bratr Michaela a starší bratr Randy jsou také herci. Sestru Nicole (nepokračovala ve šlépějích svých bratrů).
Po pětileté známosti se v roce 2004 Faustino oženil s Andreou Elmerovou (již potkal v losangeleském spiritualistickém centru) v lasvegaské obřadní kapli.

#### Problém se zákonem
V roce 2007 byl Faustino zatčen za kouření marihuany na Floridě a vzat do vazby.
Tato událost se stala, když pár Faustino & Elmerová byli spatřeni policií pozdě večer. Důstojník je zastavil a zacítil Faustinův alkoholový dech, poté je prohledal a našel plastový sáček s gramem marihuany.
Případ byl ale odložen pro nedostatek svědků.

### Kariéra
Kromě herectví byl Faustino také neúspěšným raperem. Vystupoval pod pseudonymem D L'il společně se svou skupinou The Outlawed Posse a jejich jediným komerčním úspěchem bylo zařazení skladby na kompilační album "Balistyx", pojmenovaném podle nočního klubu, který Faustino spoluzakládal. Jeho rapová éra byla zparodována v Ženatém se závazky, kde se Bud chce stát raperem s přezdívkou "Grandmaster B". Avšak z tohoto počinu si zbylá Bundova rodina jenom utahovala a dobírala si ho přezdívkami jako například: Grandfather B (dědeček), Grinchmaster B (grinch je zelené vánoční monstrum), Bedwetter B (tzn. ten kdo se pomočuje) či Hatnapper B (spáč v klobouku). S nápadem na danou epizodu, kde byla tato parodie, přišel Faustino při poslechnu různých hip hopových alb a scenáristi, kteří si chtěli vystřelit z jeho vyhasínající hudební kariéry. Faustino překvapivě souhlasil.
Po Ženatém se závazky, se Faustino objevoval především v béčkových filmech. Nyní pracuje pro komediální společnost National Lampoon (jež má na kontě filmy jako například: Nabitá Zbraň 1 a celá série Bláznivých dovolených s herci, v hlavních rolích Beverly D'Angelová a Chevy Chase); pro tuto společnost spoluprodukuje nový film "RoboDoc" (2008).

## Zajímavosti
Podle rozhovoru v rádiu, Faustino tvrdí, že je jeden z mála lidí, kteří rozjeli kariéru úspěšného hip-hopového umělce, will.i.ama.